# Видосава Раич
Видосава Раич (Отпочиваљка, Прњавор, 28. јун 1942 − Сомбор, 27. април 2022) је књижевница која је живела и стварала у Сомбору.

## Биографија
Видосава Раич је рођена на Видовдан у селу Отпочиваљка, код Прњавора. У Чуругу је завршила основну школу, у Сомбору учитељску школу. Вишу пеадагошку школу је завршила у Зрењанину, а Филозофски факултет у Новом Саду.
Четрдесет година је радила у образовању, две деценије уређивала школски лист Први кораци ОШ Аврам Мразовић у Сомбору. Издала је неколико зборника ђачких радова. Бавила се и новинарством.
Видосава Раич је била члан Друштва књижевника Војводине. Уврштена је у Лексикон писаца просветних радника у издању београдског Партенона.

### Поезија
- Тројство (1996)
- Пробуђена душа (2014)
- Брежуљак детињства (2009)

### Кратка проза
- У сагласју (1997)
- Молитве љубави (2000)
- Тишина духа (2005)

### Документарна литература
- Отпочиваљка и Војводина (2016)